# 아비우
아비우(포르투갈어: abiu, 학명: Pouteria caimito 포우테리아 카이미토[*])는 사포테과의 과일 나무이다. 원산지는 중·남미 지역이며, 가이아나, 베네수엘라, 볼리비아, 브라질, 수리남, 에콰도르, 코스타리카, 콜롬비아, 파나마, 페루, 프랑스령 기아나 등지에 분포한다.

## 사진

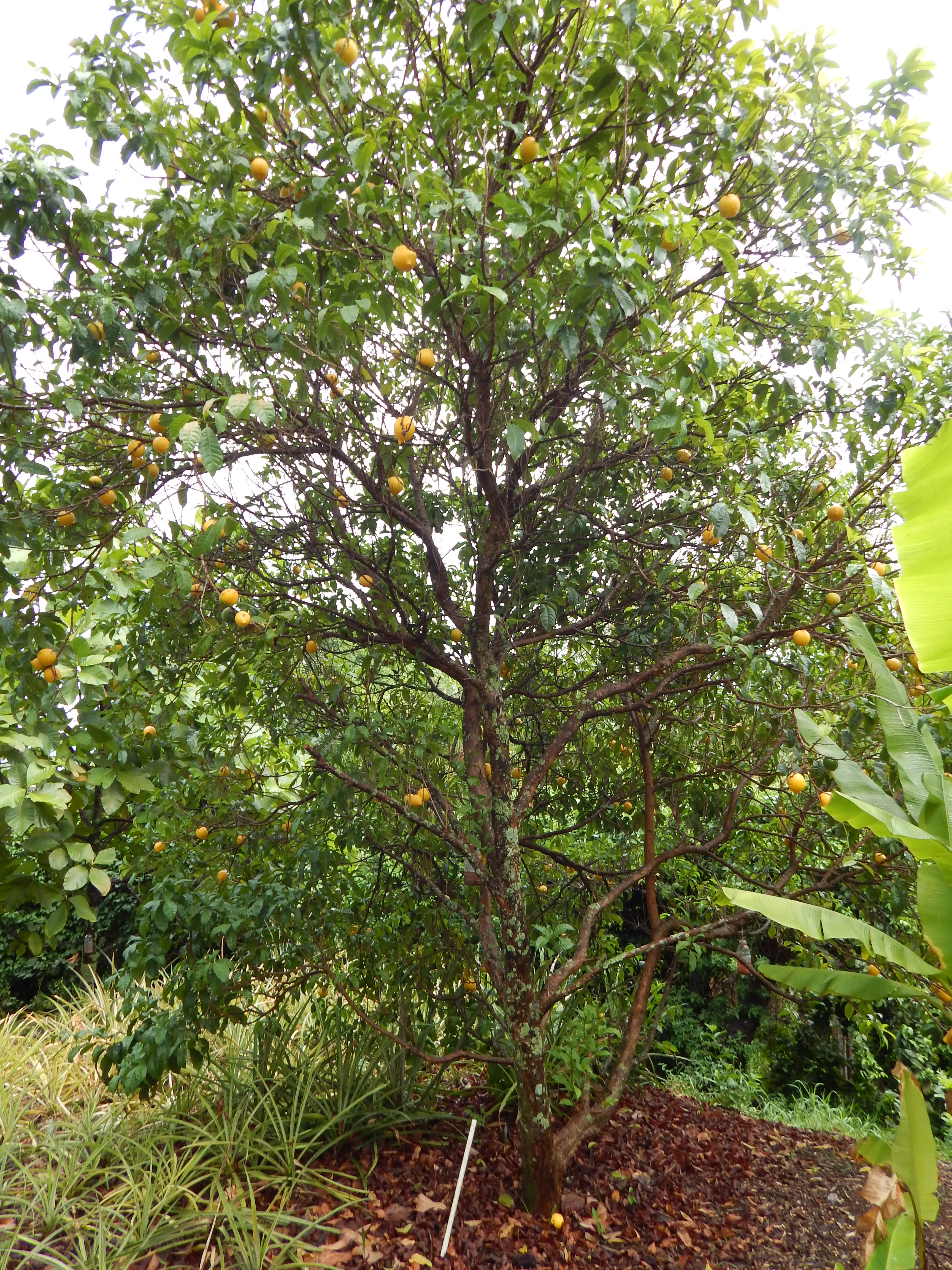
나무
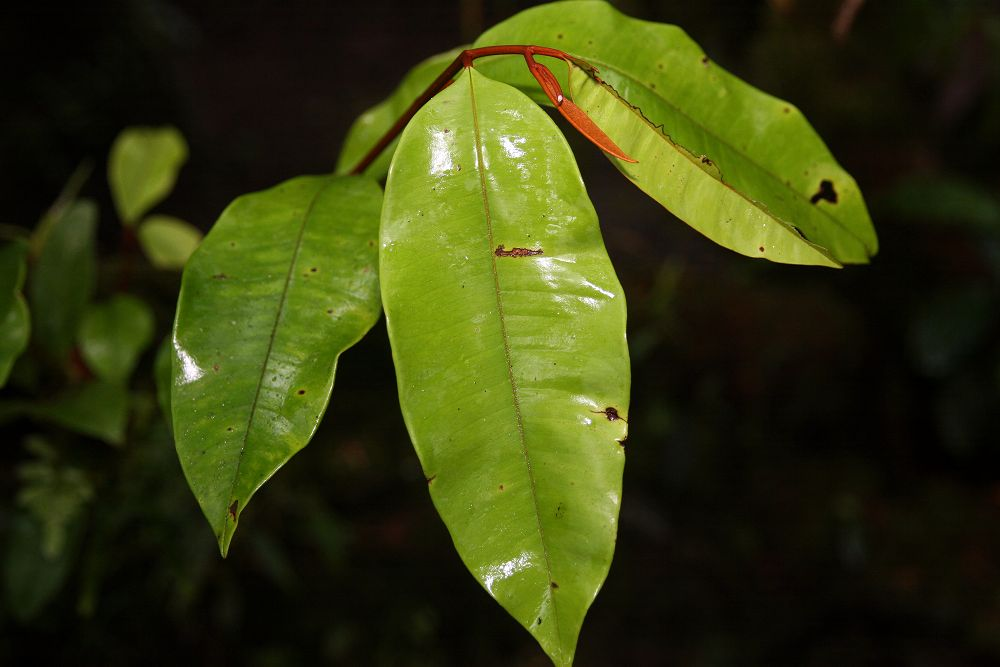
잎
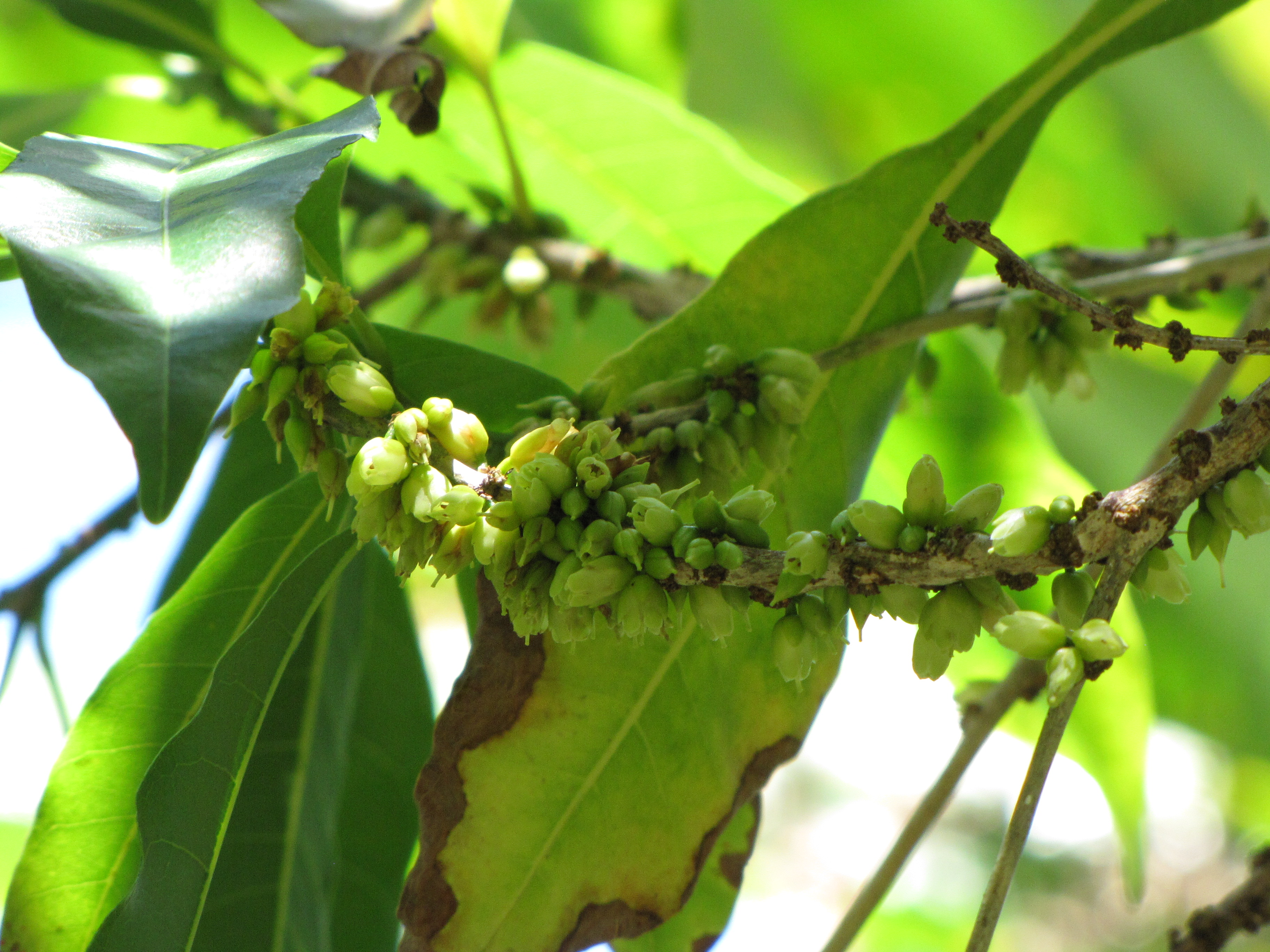
잎과 꽃
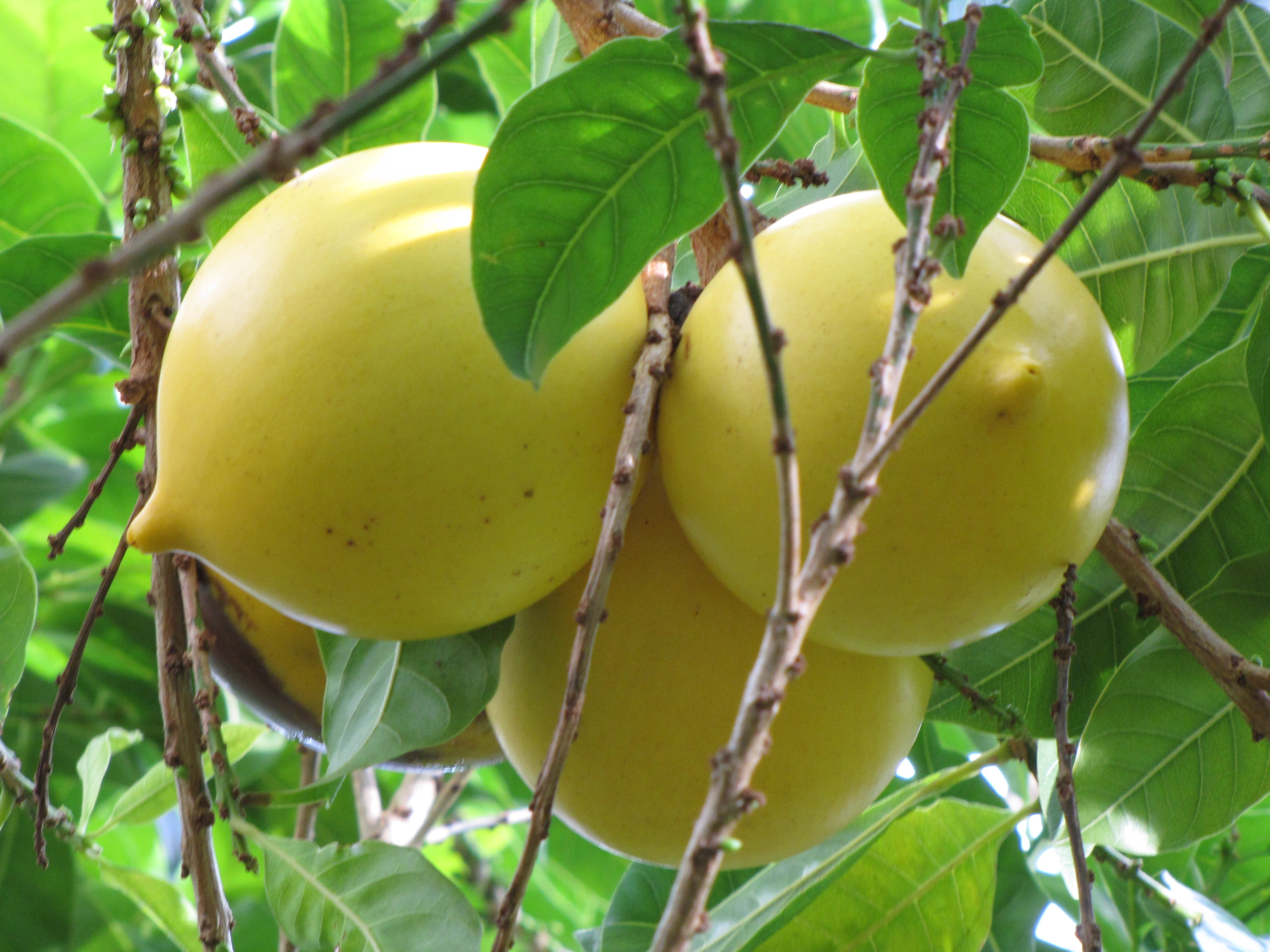
열매
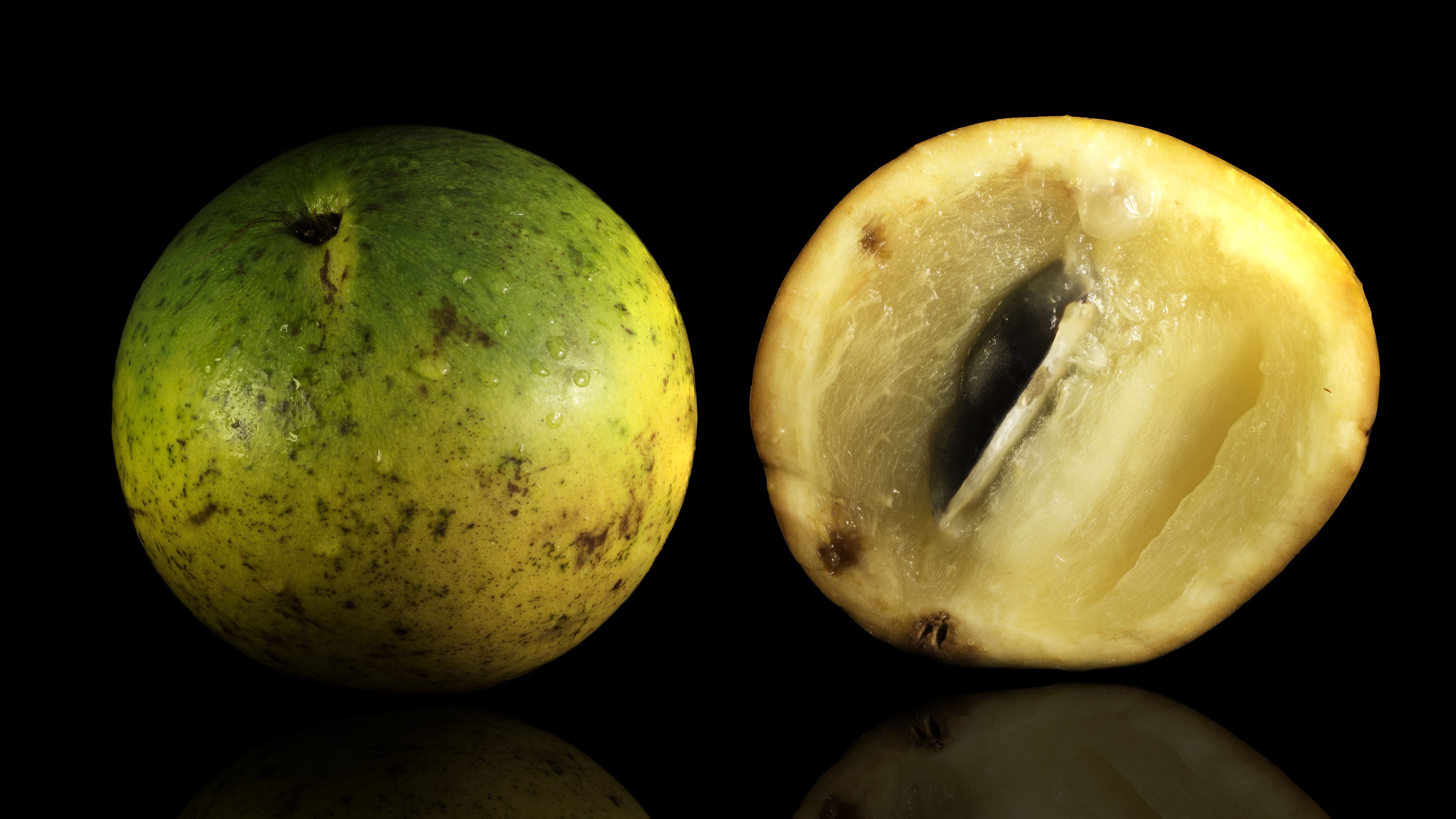
열매와 씨